# Малая Кольтайга
Малая Кольтайга, или Малая Куль-Тайга — гора, вершина Абаканского хребта (абсолютная высота — 1776 м), в междуречье pек Малый и Большой Таштып.
Склоны пологие (до 1500), покрыты тайгой. С отметкой 1500 м и выше — каменистые россыпи.
По местным поверьям женщинам запрещалось не только подниматься на Малую Куль-Тайгу, но и быть около неё без платка.